# Francesco Palazzo
Francesco Palazzo (Martina Franca, 1969) è un fisarmonicista e compositore italiano.

## Biografia
Francesco Palazzo ha studiato Fisarmonica con Salvatore di Gesualdo, diplomandosi presso il Conservatorio Luigi Cherubini di Firenze. Ha in seguito completato la sua formazione studiando composizione, musica corale e direzione di Coro.
La sua attività di concertista lo ha portato ad esibirsi in molte importanti sale da concerto, in Italia e all'estero, Olanda, Germania, Polonia, Russia, Ucraina, Albania, Congo, per organizzazioni primarie e, tra le altre, nelle seguenti sale: Alice Tully Hall presso il Lincoln Center di New York, Casa Italiana “Zerrilli Marimò” presso l'Università di New York, il National Philharmonic of Ukraine di Kiev, il Teatro Petruzzelli di Bari, il Teatro Villa Torlonia di Roma.
Dal 1993 è professore di fisarmonica presso il Conservatorio Niccolò Piccinni di Bari; è inoltre revisore e compositore ed ha pubblicato un'opera didattica intitolata “Fondamenti di Tecnica Fisarmonicistica”, per la Berben edizioni musicali e per la Physa Ed. Musicali.
Ha pubblicato numerose trascrizioni, revisioni, adattamenti e composizioni proprie per fisarmonica.
È del 2005 la sua prima esibizione come compositore, avvenuta durante l'VIII edizione del Concorso Internazionale di Composizione Franco Evangelisti, indetto dall’Associazione Nuova Consonanza, nel quale ha presentato il suo Movimento Perpetuo - Studio da Concerto per fisarmonica, pubblicato a cura delle Edizioni Suvini Zerboni. Per questa composizione Palazzo si è aggiudicato il primo premio.
Nel 2018 ha eseguito il Concerto op.75 per Fisarmonica e Orchestra Sinfonica di Paul Creston (prima esecuzione europea), con l'Orchestra Metropolitana della città di Bari, diretta da Giovanni Rinaldi.
Nel 2020 ha fondato l'AFI, Associazione Fisarmonicistica Italiana, di cui è Presidente, con il preciso scopo di promuovere e sostenere la cultura e la didattica della Fisarmonica, in particolar modo nella primissima infanzia.
È importante segnalare le sue collaborazioni con importanti organizzazioni e complessi musicali, tra i quali citiamo:
“Tamborrino Ensemble, lo Xenia Ensemble, Fondazione Adkins-Chiti Donne in Musica, l’Orchestra Musica Judaica e il Collegium Musicum, con il quale ha eseguito, a fianco della violoncellista Elizabeth Wilson, l’opera Sieben Worte della compositrice russa Sofia Gubaidulina, per fisarmonica, violoncello e orchestra d’archi; l’Orchestra della Società dei Concerti di Bari, con la quale ha eseguito in prima assoluta nel 2008 il Concerto per i popoli per fisarmonica e orchestra, a lui dedicato dal compositore pugliese Luigi Morleo; il Morley Mediterranean Quartet, il Duo Folksongs con il mezzosoprano Tiziana Portoghese, il Duo Palazzo Squillante, con il mandolinista Mauro Squillante."

## Registrazioni
- Recital com musiche di J. S. Bach, C. Franck, F. Lattuada, F. Alfano, L. Ferrari-Trecate, S. Calligaris, B. Bartolozzi e S. Gubaidulina (Etichette Sorriso Ed. Mus., Rugginenti e, come solista, Phoenix Classics).[1]
- Movimento Perpetuo, un nuovo lavoro sulla letteratura di avanguardia per fisarmonica degli ultimi quarant'anni con musiche di Andriessen, Hosokawa, Lundquist, Palazzo, Gubaidulina, Tailleferre, Schmidt, di Gesualdo e "FOLKSONGS!" Vol.1 e Vol.2 con il mezzosoprano Tiziana Portoghese e il Folksongs Ensemble (Digressione Music.)[1]

## Onorificenze
- 2001/2002 Menzione Speciale “S. Gubaidulina” all’“Ibla Grand Prize”.
- I° premio all’Ottava Edizione del Concorso Internazionale di Composizione “Franco Evangelisti”, indetto dall’Associazione Nuova Consonanza, con “Movimento Perpetuo” - Studio da Concerto per fisarmonica, pubblicato a cura dell’Edizioni Suvini Zerboni.[2]
- Luglio 2016 Premio Internazionale Carlo D'Angiò, assegnato dal Centro Studi Carlo D'Angiò[3] di Scurcola Marsicana, per la sezione "Musica – Composizione".